# Hans Thomissøn
Hans Thomissøn (* 1. März 1532 in Hygum; † 22. September 1573 in Kopenhagen; auch Hans Thomesen, Hans Thomissön) war ein dänischer lutherischer Theologe.

## Leben
Hans Thomissøn wurde als Sohn des Pfarrers Thomas Knudsen Thomissøn am 1. März 1532 in Hygum geboren. Er bezog die Universität Kopenhagen zum Theologiestudium. 1553 ging er nach Wittenberg, um Hofmeister dreier junger Adeliger zu werden. Deshalb setzte er an der dortigen Universität sein Studium fort und erlangte 1556 den Grad eines Magisters. Im folgenden Jahr wurde er als Lehrer an einer Schule in Ribe eingestellt, wo er auch begann, Kirchenlieder zu dichten. 1561 kam er als Pfarrer an die Vor Frue Kirke in Kopenhagen. Kurze Zeit später ernannte man ihn auch zum Propst. Das von ihm privat herausgegebene Gesangbuch von 1569, das etliche eigene Lieder enthielt, erreichte bald im dänischen Reich eine weite Verbreitung. Am 22. September 1573 verstarb Thomissøn im Alter von 41 Jahren.

## Werke
- Den danske Salmebog (1569)